# 政策創新與統籌辦事處
政策創新與統籌辦事處（英語：Policy Innovation and Co-ordination Office；簡稱：創新辦），是香港特別行政區政府部門，於2018年4月1日成立，由中央政策組改組而成，主要負責政策研究及創新和跨部門協調工作。

## 歷史
2017年2月，林鄭月娥在競選行政長官的政綱中提出改組中央政策組，加入公眾參與及協調跨部門項目職能，吸納青年從事政策研究，並不再參與法定機構及政府諮詢委員會人事任命。
2017年10月，行政長官林鄭月娥在施政報告中提出將中央政策組改組為政策創新與統籌辦事處，會招聘有志於從事政策研究與政策和項目協調工作的青年人以非公務員合約形式加入。
2018年2月23日，立法會財務委員會通過改組創新辦的有關撥款。
2018年4月，政策創新與統籌辦事處成立，首任總監為原民政事務局常任秘書長馮程淑儀。
2022年7月1日，政策創新與統籌辦事處停止營運，由2022年12月28日成立的特首政策組取代。

## 組織
- 總監（薪級相等於首長級薪級第8點或首長級甲一級政務官）（D8）
  - 副總監（1）（首長級乙一級政務官）（D4）
    - 行政及總務組
    - 助理總監（1）（D2）、助理總監（2）（D2）
      - 行政長官顧問團秘書處、政策研究及統籌組

  - 副總監（2）（首長級乙級政務官）（D3）
    - 助理總監（3）（D2）
      - 項目統籌組、政策研究及統籌組

  - 副總監（3）（首長級乙級政務官）（D3）
    - 助理總監（4）（D2）
      - 統計組、政策研究及統籌組、公共政策研究資助組

    - 公共政策研究資助組 (Public Policy Research Funding Scheme Unit)

## 歷任總監
- 馮程淑儀（2018年4月3日－2020年12月1日）
  - 李佩詩（署任）（2020年12月1日－2021年1月17日）
- 何珮玲（2021年1月18日－2022年6月30日）

## 外部連結
- 政策創新與統籌辦事處（页面存档备份，存于）